# Ballon d'Alsace

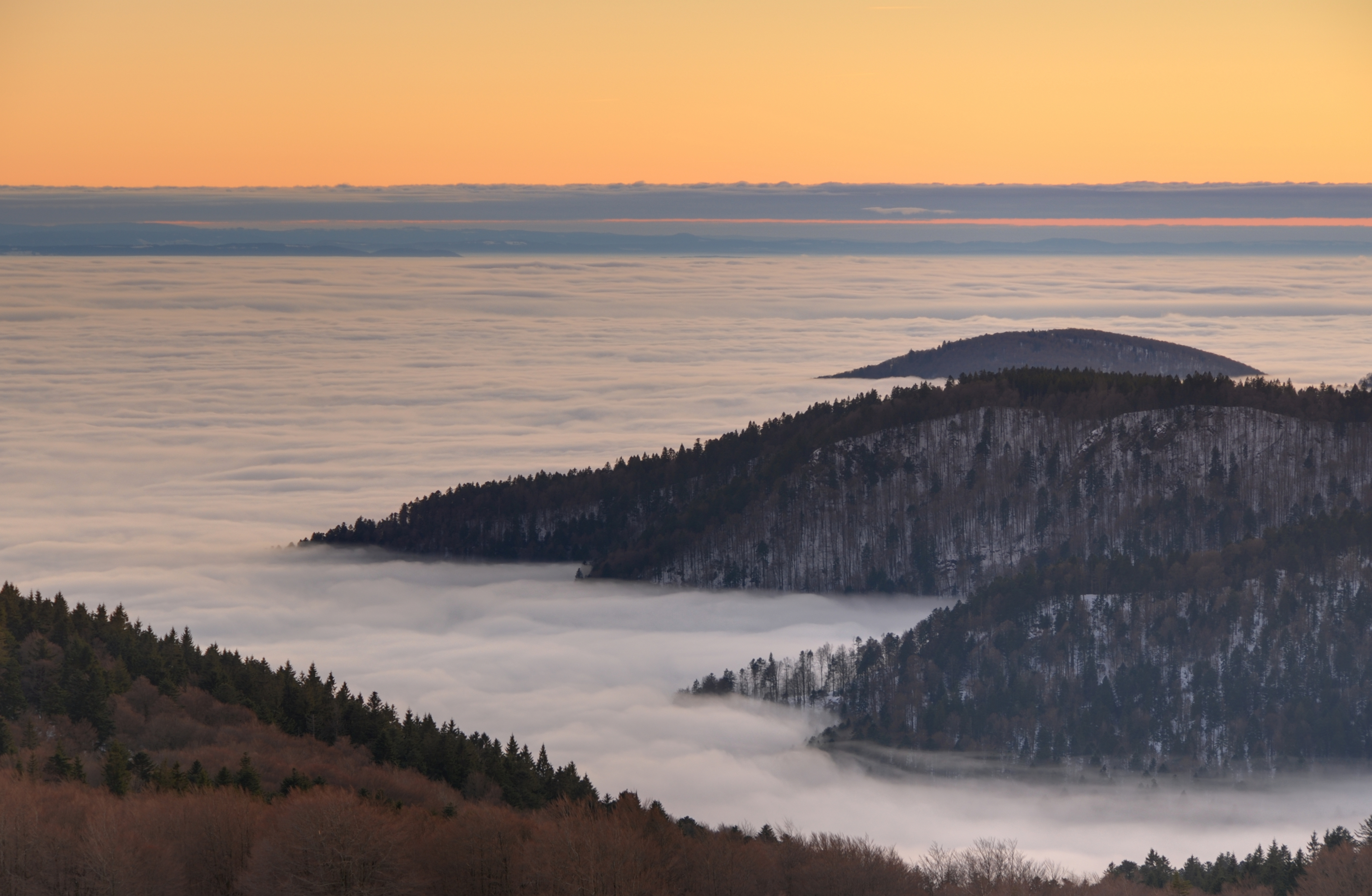
Nevoeiro durante o pôr do sol cobrindo o Vale de Savoureuse visto a partir do Ballon d'Alsace.

O Ballon d'Alsace é uma montanha situada na parte sul dos Vosges, nos confins da região Alsácia e da Franche-Comté.
Situado no Parque Natural Regional de Ballons des Vosges, o Ballon d'Alsace é classificado como grand site national. Na extremidade sul do maciço, ele culmina a 1247 m de altitude, proporcionando um panorama grandioso da Floresta Negra a leste, a cadeia dos Alpes Bernenses ao sul até ao Monte Branco, que pode ser visto no inverno, quando a bruma se dissipa.
Ele se estende em parte sobre quatro comunas, quatro departamentos e três regiões:
- Sewen (Haut-Rhin, Alsácia) ;
- Saint-Maurice-sur-Moselle (Vosges, Lorena) ;
- Plancher-les-Mines (Haute-Saône, Franche-Comté) ;
- Lepuix, ou Lepuix-Gy (Território de Belfort, Franche-Comté).

O Ballon d'Alsace é um dos lugares de maior atividade pluviométrica da França, e é reputado pela qualidade de seu ar. Pode-se praticar o esqui de fundo e esqui alpino no inverno (dez pistas de esqui alpino). No verão, podem-se praticar o Mountain bike e o parapente.
O maciço é também um sítio privilegiado pela caminhada, graças às centenas de quilômetros de caminhos sinalizados acessíveis a todos.
A estrada ligando o vale do Mosela ao norte aos vales da Savoureuse ao sul e ao do Doller a leste vence um passo próximo do cume, a uma altitude de 1171 m. A primeira dessas vias de comunicação foi encomendada pelo rei Luís XV.
O recorde absoluto de neve registrado depois da Segunda Guerra Mundial foi de 3,20 m em 7 de março de 2006 (antigo recorde: 2,85 m)

## Tour de France

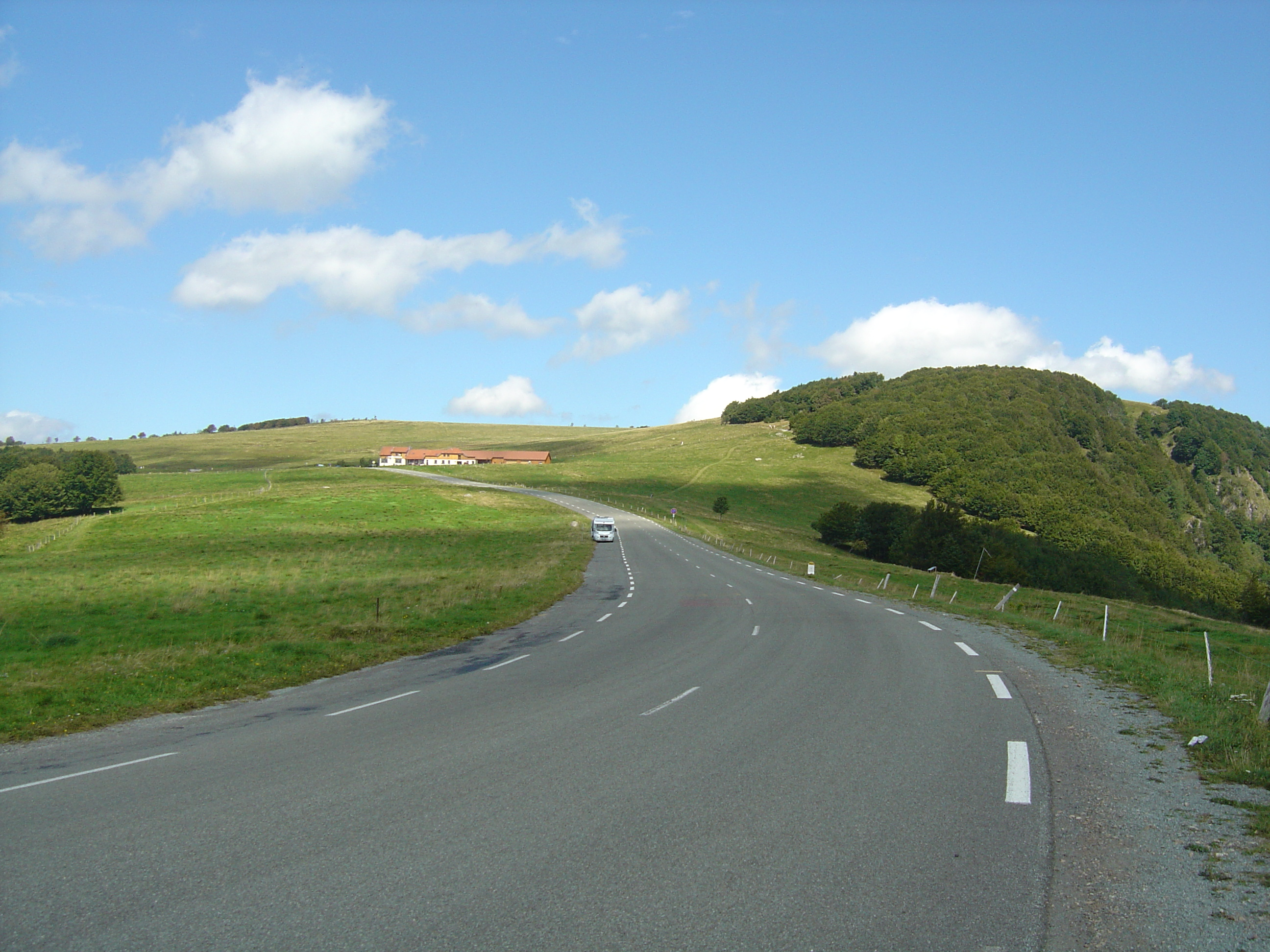
Final da subida.

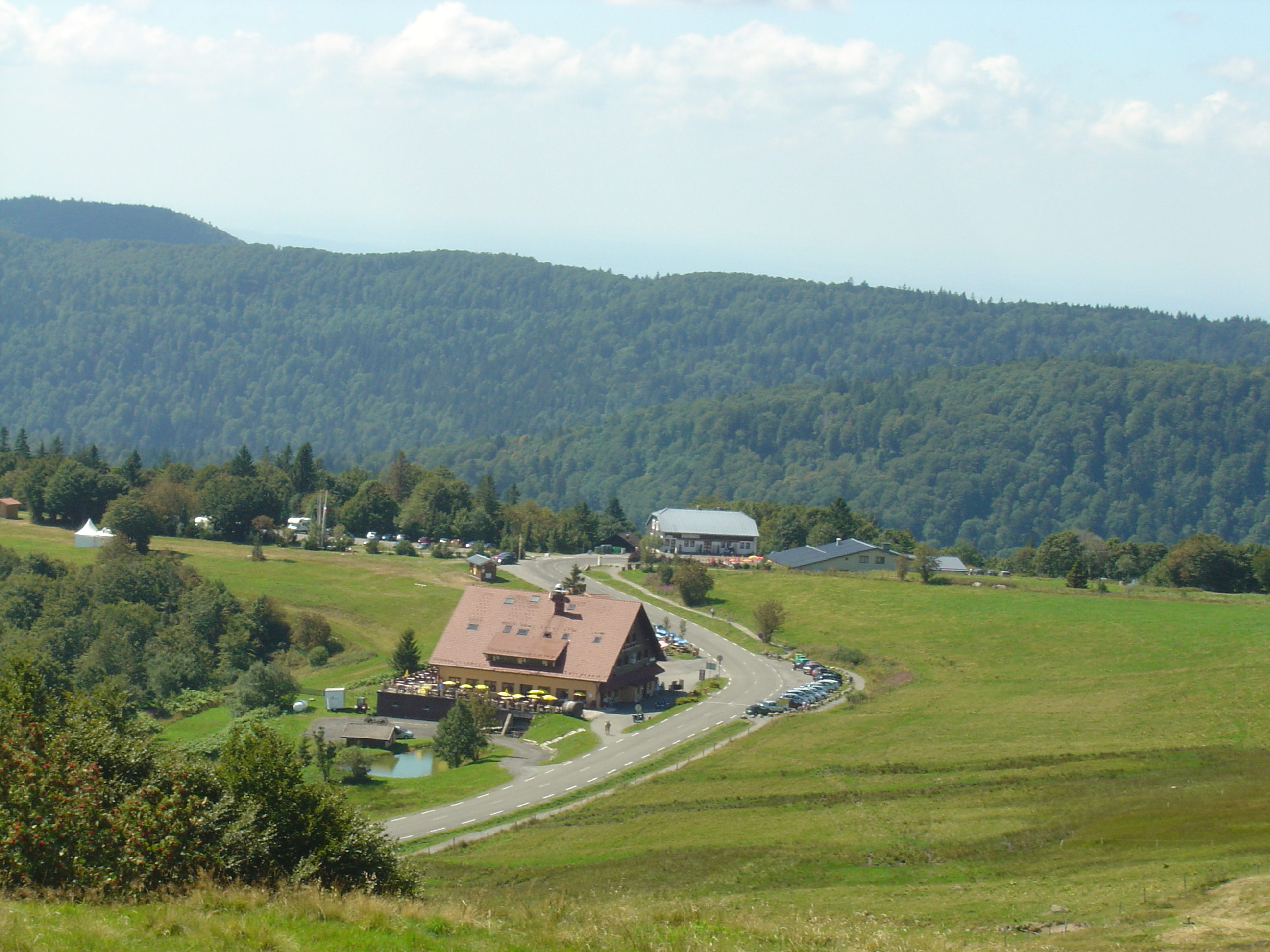
Restaurantes e lojas no passo.

O Ballon d'Alsace foi subido no Tour de France 1905 e anos subsequentes. Em 1967, 1969, 1972 e 1979, houve etapas que terminaram no topo do Ballon d'Alsace. A lista seguinte indica o primeiro ciclista a chegar ao topo em cada ano:
- 1905 : René Pottier
- 1906 : René Pottier
- 1907 : Émile Georget
- 1908 : Gustave Garrigou
- 1909 : François Faber
- 1910 : Émile Georget
- 1911 : François Faber
- 1912 : Odile Defraye
- 1913 : Marcel Buysse
- 1914 : Henri Pélissier e Jean Alavoine
- 1930 : Antonin Magne
- 1933 : Vicente Trueba
- 1934 : Félicien Vervaecke
- 1935 : Félicien Vervaecke
- 1936 : Federico Ezquerra
- 1937 : Erich Bautz
- 1952 : Raphaël Geminiani
- 1961 : Joseph Planckaert
- 1967 : Lucien Aimar
- 1969 : Eddy Merckx
- 1972 : Bernard Thévenet
- 1979 : Pierre-Raymond Villemiane
- 1982 : Bernard Vallet
- 1997 : Didier Rous
- 2005 : Mickael Rasmussen